# Sint-Truidense VV in het seizoen 2017/18
Sint-Truiden kwam in het seizoen 2017/18 uit in de Belgische Eerste Klasse A. In het voorbije seizoen eindigde STVV op de twaalfde plek in de hoogste afdeling. De Truienaren eindigden het seizoen op de tiende plaats.

## Overzicht
Meteen na afloop van het voorgaande seizoen werd het contract van trainer Ivan Leko voor twee jaar verlengd. Op 8 juni 2017 raakte echter bekend dat Leko de nieuwe hoofdcoach werd van Club Brugge. Sint-Truiden kreeg wel een afkoopsom van 700.000 euro. Een week later, op 15 juni 2017, maakte STVV bekend dat het met Bartolomé Márquez López een nieuwe trainer gevonden had. Na twee wedstrijden (thuisoverwinning tegen AA Gent en nederlaag bij SV Zulte Waregem) werd hij echter al ontslagen, officieel vanwege communicatieproblemen. Chris O'Loughlin nam de leiding over voor de eerstvolgende wedstrijd, thuis tegen Standard Luik, die winnend werd afgesloten. Eén dag later, op 14 augustus 2017, werd Jonas De Roeck voorgesteld als de nieuwe trainer van STVV. Diens eerste wedstrijd, uit tegen RSC Anderlecht, werd ook gewonnen door Sint-Truiden. Op speeldag 7 werd op Stayen aartsrivaal KRC Genk verslagen. Na een goede seizoensstart prijkte STVV even op de tweede plek, om daarna weer weg te zakken. Desalniettemin bleef Sint-Truiden wekenlang een plek behouden in de top zes. Deze werd pas in de laatste wedstrijden definitief afgestaan. Op speeldag 27 wist STVV wel voor een tweede keer dit seizoen te winnen van RSC Anderlecht. Sint-Truiden beëindigde de reguliere competitie op de tiende plek. In play-off II eindigde Sint-Truiden op de tweede plek in groep B.
Medio april 2018 werd duidelijk dat trainer Jonas De Roeck aan het einde van het seizoen bedankt zou worden voor bewezen diensten. Hij werd één dag na afloop van het seizoen vervangen door Marc Brys.
Op 10 juni 2017 maakte STVV bekend dat het Japanse Digital Media Mart 20% van de aandelen van de club kocht. In november 2017 kocht het bedrijf de overige 80% van de aandelen en werd het de enige eigenaar van de club. Yusuke Muranaka volgde Marieke Höfte zodoende op als voorzitter van de club. Muranaka besloot evenwel eind januari 2018 een stap opzij te zetten. Hij werd opgevolgd door David Meekers.

## Ploegsamenstelling
| Nr. | Naam              | Positie      | Nationaliteit  | Geboortedatum     |
| --- | ----------------- | ------------ | -------------- | ----------------- |
| 1   | Kenny Steppe      | Doelman      | België         | 14 november 1988  |
| 2   | Sergio Ayala      | Verdediger   | Spanje         | 19 maart 1993     |
| 4   | Lorenzo Matarrese | Verdediger   | België         | 1 februari 1999   |
| 5   | Alexis De Sart    | Middenvelder | België         | 12 november 1996  |
| 6   | Steven De Petter  | Middenvelder | België         | 22 november 1985  |
| 7   | Jordan Botaka     | Aanvallar    | Congo-Kinshasa | 24 juni 1993      |
| 8   | Charis Charisis   | Middenvelder | Griekenland    | 12 januari 1995   |
| 9   | Babacar Guèye     | Aanvaller    | Senegal        | 31 december 1994  |
| 10  | Roman Bezoes      | Middenvelder | Oekraïne       | 26 september 1990 |
| 11  | Yohan Boli        | Aanvaller    | Ivoorkust      | 17 november 1993  |
| 12  | Samuel Asamoah    | Aanvaller    | Ghana          | 23 maart 1993     |
| 13  | Marten Schevenels | Doelman      | België         | 25 augustus 1999  |
| 14  | Igor Vetokele     | Aanvaller    | België         | 23 maart 1992     |
| 15  | Stelios Kitsiou   | Verdediger   | Griekenland    | 28 september 1993 |
| 18  | Fabien Antunes    | Verdediger   | Frankrijk      | 19 november 1991  |
| 19  | Cristian Ceballos | Middenvelder | Spanje         | 3 december 1992   |
| 20  | Damien Dussaut    | Verdediger   | Frankrijk      | 8 november 1994   |
| 21  | Lucas Pirard      | Doelman      | België         | 10 maart 1995     |
| 23  | Sascha Kotysch    | Verdediger   | Duitsland      | 2 oktober 1988    |
| 24  | Casper De Norre   | Middenvelder | België         | 7 februari 1997   |
| 25  | Kurt Abrahams     | Aanvaller    | Zuid-Afrika    | 30 december 1996  |
| 26  | Jorge Teixeira    | Verdediger   | Portugal       | 27 augustus 1986  |
| 30  | Samy Bourard      | Middenvelder | België         | 29 maart 1996     |

### Trainersstaf
- Bartolomé Márquez López (hoofdcoach tot augustus 2017)
- Chris O'Loughlin (hoofdcoach in augustus 2017)
- Jonas De Roeck (hoofdcoach vanaf augustus 2017)

### Transfers
| - Elton Acolatse (geleend van Club Brugge) - Chuba Akpom (geleend van Arsenal FC) - Fabien Antunes (KV Oostende) - Samuel Asamoah (KAS Eupen) - Sergio Ayala (Valencia CF) - Jordan Botaka (Leeds United) - Charis Charisis (PAOK Saloniki) - Dimitris Goutas (Olympiakos Piraeus) - Babacar Guèye (Hannover 96) - Stelios Kitsiou (PAOK Saloniki) - Jonathan Legear (Standard Luik) - Joris Mallet (AS Monaco) - Yassine Salah (Union Sint-Gillis) - Marten Schevenels (KRC Genk) - Kenny Steppe (SV Zulte Waregem) - Jorge Teixeira (Charlton Athletic FC) - Takehiro Tomiyasu (Avispa Fukuoka) | - Mamadou Bagayoko (contract ontbonden) - Boli Bolingoli (einde uitleenbeurt) - Sébastien Bruzzese (einde uitleenbeurt) - Cristián Cuevas (einde uitleenbeurt) - Djené Dakonam (Getafe CF) - Rúben Fernandes (Portimonense SC) - Pieter Gerkens (RSC Anderlecht) - Brandon Mechele (einde uitleenbeurt) - Stef Peeters (SM Caen) - Nick Proschwitz (einde contract) - Jorge Pulido (SD Huesca) - Steve Ryckaert (AFC Tubeke) - Iebe Swers (uitgeleend aan Lommel SK) - Fabien Tchenkoua (contract ontbonden) - Pierrick Valdivia (contract ontbonden) - Yanno Vanwelkenhuysen (einde contract) |

## Oefenwedstrijden
|                                     |                       |       |                    |  |
| Zaterdag 1 juli 2017, 19:00 uur     | Spouwen-Mopertingen   | 1 - 2 | Sint-Truiden       |  |
|                                     |                       |       |                    |  |
|                                     |                       |       |                    |  |
| Zaterdag 8 juli 2017, 19:00 uur     | AS Verbroedering Geel | 0 - 5 | Sint-Truiden       |  |
|                                     |                       |       |                    |  |
|                                     |                       |       |                    |  |
| Dinsdag 11 juli 2017, 19:00 uur     | Sint-Truiden          | 4 - 1 | FC Carl Zeiss Jena |  |
|                                     |                       |       |                    |  |
|                                     |                       |       |                    |  |
| Zaterdag 15 juli 2017, 19:00 uur    | Beerschot Wilrijk     | 0 - 2 | Sint-Truiden       |  |
|                                     |                       |       |                    |  |
|                                     |                       |       |                    |  |
| Woensdag 19 juli 2017, 19:00 uur    | Sint-Truiden          | 0 - 0 | KVC Westerlo       |  |
|                                     |                       |       |                    |  |
|                                     |                       |       |                    |  |
| Zaterdag 22 juli 2017, 16:45 uur    | Sint-Truiden          | 1 - 1 | Antwerp FC         |  |
|                                     |                       |       |                    |  |
|                                     |                       |       |                    |  |
| Donderdag 5 oktober 2017, 12:00 uur | Sint-Truiden          | 2 - 0 | Roda JC Kerkrade   |  |
|                                     |                       |       |                    |  |
|                                     |                       |       |                    |  |
| Vrijdag 12 januari 2018, 15:00 uur  | Holstein Kiel         | 2 - 2 | Sint-Truiden       |  |
|                                     |                       |       |                    |  |
|                                     |                       |       |                    |  |
| Donderdag 22 maart 2018, 12:00 uur  | Sint-Truiden          | 2 - 2 | SK Lierse          |  |
|                                     |                       |       |                    |  |

## Eerste Klasse A

### Reguliere competitie

#### Wedstrijden
| | |       | | |
| Zondag 30 juli 2017, 18:00 uur                                                                                              | Sint-Truiden | 3 - 2 | AA Gent | |
| Stayen, Sint-Truiden Toeschouwers: 4.677 Scheidsrechter: Wim Smet Speeldag 1 Eerste Klasse A 2017-18                        | Jorge Teixeira 45+1' Igor Vetokele 63' Cristian Ceballos 72' Cristian Ceballos 90+1' Yohan Boli 88'                                                  |       | 39' Franko Andrijašević 65' Anderson Esiti 75' Samuel Gigot 75' Danijel Milićević 79' Samuel Gigot 90' Kalifa Coulibaly                                                        | Opstelling Sint-Truiden: Lucas Pirard, Damien Dussaut, Jorge Teixeira, Sascha Kotysch, Stelios Kitsiou, Alexis De Sart, Steven De Petter, Igor Vetokele, Jordan Botaka, Babacar Guèye, Cristian Ceballos Wissels Sint-Truiden: 52' Jordan Botaka Samuel Asamoah 69' Babacar Guèye Yohan Boli 83' Igor Vetokele Kurt Abrahams           |
| | |       | | |
| Zaterdag 5 augustus 2017, 20:30 uur                                                                                         | SV Zulte Waregem | 2 - 0 | Sint-Truiden | |
| Regenboogstadion, Waregem Toeschouwers: 8.440 Scheidsrechter: Bram Van Driessche Speeldag 2 Eerste Klasse A 2017-18         | Julien De Sart 16' Onur Kaya 18' Michaël Heylen 57' Aaron Leya Iseka (pen.) 82'                                                                      |       | 35' Damien Dussaut 53' Damien Dussaut 90' Jorge Teixeira | Opstelling Sint-Truiden: Lucas Pirard, Sascha Kotysch, Jorge Teixeira, Damien Dussaut, Stelios Kitsiou, Steven De Petter, Alexis De Sart, Yohan Boli, Cristian Ceballos, Samuel Asamoah, Babacar Guèye Wissels Sint-Truiden: 50' Cristian Ceballos Jordan Botaka 59' Yohan Boli Casper De Norre 71' Babacar Guèye Charis Charisis      |
| | |       | | |
| Zondag 13 augustus 2017, 20:00 uur                                                                                          | Sint-Truiden | 1 - 0 | Standard Luik | |
| Stayen, Sint-Truiden Toeschouwers: 5.875 Scheidsrechter: Alexandre Boucaut Speeldag 3 Eerste Klasse A 2017-18               | Jorge Teixeira 21' Sascha Kotysch 32' Yohan Boli 90+2' Yohan Boli 90+3'                                                                              |       | 33' Collins Fai 44' Alexander Scholz 49' Merveille Bokadi 87' Collins Fai 89' Orlando Sá                                                                                       | Opstelling Sint-Truiden: Lucas Pirard, Sascha Kotysch, Jorge Teixeira, Stelios Kitsiou, Steven De Petter, Charis Charisis, Casper De Norre, Alexis De Sart, Yohan Boli, Jordan Botaka, Babacar Guèye Wissels Sint-Truiden: 46' Lucas Pirard Kenny Steppe 69' Casper De Norre Samuel Asamoah 90+5' Yohan Boli Dimitris Goutas           |
| | |       | | |
| Zondag 20 augustus 2017, 14:30 uur                                                                                          | RSC Anderlecht | 2 - 3 | Sint-Truiden | |
| Constant Vanden Stockstadion, Anderlecht Toeschouwers: 18.858 Scheidsrechter: Wim Smet Speeldag 4 Eerste Klasse A 2017-18   | Massimo Bruno 18' Łukasz Teodorczyk 87' |       | 21' Yohan Boli 53' Jonathan Legear 66' Yohan Boli 80' Lucas Pirard 87' Sascha Kotysch                                                                                          | Opstelling Sint-Truiden: Lucas Pirard, Sascha Kotysch, Jorge Teixeira, Damien Dussaut, Stelios Kitsiou, Steven De Petter, Charis Charisis, Casper De Norre, Alexis De Sart, Yohan Boli, Jordan Botaka Wissels Sint-Truiden: 46' Damien Dussaut Jonathan Legear 69' Casper De Norre Kurt Abrahams 86' Yohan Boli Samuel Asamoah         |
| | |       | | |
| Zaterdag 26 augustus 2017, 20:00 uur                                                                                        | Sint-Truiden | 1 - 0 | Waasland-Beveren | |
| Stayen, Sint-Truiden Toeschouwers: 4.894 Scheidsrechter: Jan Boterberg Speeldag 5 Eerste Klasse A 2017-18                   | Charis Charisis 67' Igor Vetokele 74' Jorge Teixeira 78'                                                                                             |       | 29' Valtteri Moren 37' Ibrahima Seck 53' Rudy Camacho | Opstelling Sint-Truiden: Lucas Pirard, Sascha Kotysch, Jorge Teixeira, Stelios Kitsiou, Steven De Petter, Roman Bezoes, Charis Charisis, Casper De Norre, Alexis De Sart, Yohan Boli, Jordan Botaka Wissels Sint-Truiden: 58' Roman Bezoes Igor Vetokele 68' Jordan Botaka Jonathan Legear 84' Casper De Norre Damien Dussaut          |
| | |       | | |
| Zaterdag 9 september 2017, 20:00 uur                                                                                        | Antwerp FC | 1 - 1 | Sint-Truiden | |
| Bosuilstadion, Antwerpen Toeschouwers: 12.940 Scheidsrechter: Wesley Alen Speeldag 6 Eerste Klasse A 2017-18                | Sambou Yatabaré 13' William Owusu Acheampong 78' Jelle Van Damme 85' William Owusu Acheampong 90+4'                                                  |       | 45' Charis Charisis 68' Stelios Kitsiou 72' Yohan Boli 73' Jordan Botaka 81' Sascha Kotysch                                                                                    | Opstelling Sint-Truiden: Lucas Pirard, Sascha Kotysch, Jorge Teixeira, Stelios Kitsiou, Steven De Petter, Jonathan Legear, Charis Charisis, Casper De Norre, Alexis De Sart, Yohan Boli, Jordan Botaka Wissels Sint-Truiden: 62' Jonathan Legear Igor Vetokele 75' Yohan Boli Roman Bezoes 85' Jordan Botaka Damien Dussaut            |
| | |       | | |
| Zaterdag 16 september 2017, 20:30 uur                                                                                       | Sint-Truiden | 2 - 1 | KRC Genk | |
| Stayen, Sint-Truiden Toeschouwers: 10.649 Scheidsrechter: Jonathan Lardot Speeldag 7 Eerste Klasse A 2017-18                | Steven De Petter 45+1' Alexis De Sart 48' Sascha Kotysch 60' Charis Charisis 75' Roman Bezoes 79' Damien Dussaut 83' Roman Bezoes 90+3'              |       | 78' Sander Berge 85' Alejandro Pozuelo 88' Siebe Schrijvers | Opstelling Sint-Truiden: Lucas Pirard, Sascha Kotysch, Jorge Teixeira, Stelios Kitsiou, Steven De Petter, Jonathan Legear, Charis Charisis, Casper De Norre, Alexis De Sart, Igor Vetokele, Yohan Boli Wissels Sint-Truiden: 68' Igor Vetokele Jordan Botaka 68' Jonathan Legear Roman Bezoes 81' Casper De Norre Damien Dussaut       |
| | |       | | |
| Zaterdag 23 september 2017, 20:00 uur                                                                                       | KV Mechelen | 2 - 0 | Sint-Truiden | |
| Achter de Kazerne, Mechelen Toeschouwers: 11.344 Scheidsrechter: Erik Lambrechts Speeldag 8 Eerste Klasse A 2017-18         | Mats Rits 9' Boureima Hassane Bandé 11' Boureima Hassane Bandé 74' Rob Schoofs 78' Edin Cocalić 86' Edin Cocalić 90'                                 |       | 86' Yohan Boli | Opstelling Sint-Truiden: Lucas Pirard, Sascha Kotysch, Jorge Teixeira, Stelios Kitsiou, Steven De Petter, Jonathan Legear, Charis Charisis, Casper De Norre, Alexis De Sart, Igor Vetokele, Yohan Boli Wissels Sint-Truiden: 61' Jonathan Legear Roman Bezoes 69' Igor Vetokele Jordan Botaka 83' Charis Charisis Kurt Abrahams        |
| | |       | | |
| Vrijdag 29 september 2017, 20:30 uur                                                                                        | Sint-Truiden | 0 - 1 | Sporting Charleroi | |
| Stayen, Sint-Truiden Toeschouwers: 5.504 Scheidsrechter: Bram Van Driessche Speeldag 9 Eerste Klasse A 2017-18              | Igor Vetokele 8' Charis Charisis 16' Casper De Norre 48'                                                                                             |       | 26' Núrio Fortuna 51' Mamadou Fall 83' Stergos Marinos 89' Kaveh Rezaei | Opstelling Sint-Truiden: Lucas Pirard, Sascha Kotysch, Jorge Teixeira, Stelios Kitsiou, Steven De Petter, Roman Bezoes, Charis Charisis, Casper De Norre, Alexis De Sart, Igor Vetokele, Jordan Botaka Wissels Sint-Truiden: 57' Roman Bezoes Jonathan Legear 82' Alexis De Sart Samuel Asamoah 87' Jordan Botaka Damien Dussaut       |
| | |       | | |
| Zaterdag 14 oktober 2017, 20:00 uur                                                                                         | KSC Lokeren | 1 - 1 | Sint-Truiden | |
| Daknamstadion, Lokeren Toeschouwers: 5.339 Scheidsrechter: Bert Put Speeldag 10 Eerste Klasse A 2017-18                     | Amine Benchaib 69' Robin Söder 81' |       | 47' Jordan Botaka 65' Yohan Boli 74' Damien Dussaut 90' Sascha Kotysch 90+2' Stelios Kitsiou 90+3' Sascha Kotysch                                                              | Opstelling Sint-Truiden: Lucas Pirard, Sascha Kotysch, Jorge Teixeira, Damien Dussaut, Steven De Petter, Jonathan Legear, Charis Charisis, Casper De Norre, Alexis De Sart, Jordan Botaka, Samuel Asamoah Wissels Sint-Truiden: 58' Alexis De Sart Yohan Boli 68' Jonathan Legear Elton Acolatse 78' Casper De Norre Stelios Kitsiou   |
| | |       | | |
| Zaterdag 21 oktober 2017, 20:00 uur                                                                                         | Sint-Truiden | 1 - 0 | KV Oostende | |
| Stayen, Sint-Truiden Toeschouwers: 5.400 Scheidsrechter: Nathan Verboomen Speeldag 11 Eerste Klasse A 2017-18               | Steven De Petter 33' Jonathan Legear 89' |       | 38' Aleksandar Bjelica 69' Žarko Tomašević 87' Sébastien Siani 90' Andile Jali                                                                                                 | Opstelling Sint-Truiden: Lucas Pirard, Jorge Teixeira, Damien Dussaut, Dimitris Goutas, Steven De Petter, Charis Charisis, Casper De Norre, Alexis De Sart, Yohan Boli, Jordan Botaka, Samuel Asamoah Wissels Sint-Truiden: 46' Alexis De Sart Jonathan Legear 80' Jordan Botaka Elton Acolatse 90+3' Yohan Boli Fabien Antunes        |
| | |       | | |
| Donderdag 26 oktober 2017, 20:30 uur                                                                                        | Sint-Truiden | 1 - 0 | RE Moeskroen | |
| Stayen, Sint-Truiden Toeschouwers: 4.931 Scheidsrechter: Bart Vertenten Speeldag 12 Eerste Klasse A 2017-18                 | Dimitris Goutas 90+3' |       | 23' Mohamed Aidara 34' Bruno Godeau 52' Selim Amallah 78' Aristote Nkaka 89' Omar Govea                                                                                        | Opstelling Sint-Truiden: Lucas Pirard, Sascha Kotysch, Stelios Kitsiou, Dimitris Goutas, Steven De Petter, Charis Charisis, Casper De Norre, Yohan Boli, Jordan Botaka, Elton Acolatse, Samuel Asamoah Wissels Sint-Truiden: 58' Yohan Boli Alexis De Sart 58' Elton Acolatse Jonathan Legear 77' Casper De Norre Fabien Antunes       |
| | |       | | |
| Zondag 29 oktober 2017, 14:30 uur                                                                                           | Club Brugge | 4 - 1 | Sint-Truiden | |
| Jan Breydelstadion, Brugge Toeschouwers: 21.959 Scheidsrechter: Bram Van Driessche Speeldag 13 Eerste Klasse A 2017-18      | Ruud Vormer 18' Wesley Moraes Ferreira da Silva 25' Stefano Denswil 39' Saulo Decarli 41' Jelle Vossen (pen.) 65' Abdoulay Diaby 71'                 |       | 20' Jonathan Legear | Opstelling Sint-Truiden: Lucas Pirard, Sascha Kotysch, Jorge Teixeira, Fabien Antunes, Stelios Kitsiou, Dimitris Goutas, Steven De Petter, Jonathan Legear, Charis Charisis, Yohan Boli, Samuel Asamoah Wissels Sint-Truiden: 10' Charis Charisis Alexis De Sart 46' Sascha Kotysch Casper De Norre 76' Samuel Asamoah Kurt Abrahams   |
| | |       | | |
| Zaterdag 4 november 2017, 20:00 uur                                                                                         | Sint-Truiden | 4 - 4 | KAS Eupen | |
| Stayen, Sint-Truiden Toeschouwers: 5.837 Scheidsrechter: Jan Boterberg Speeldag 14 Eerste Klasse A 2017-18                  | Yohan Boli (pen.) 33' Samuel Asamoah 55' Alexis De Sart 59' Alexis De Sart 68' Stelios Kitsiou 74'                                                   |       | 32' Babacar Niasse 34' Siebe Blondelle 48' Mbaye Leye 57' Luis García Fernández 62' Marc Valiente 87' Abdelkarim Hassan 90+1' Akram Afif 90+3' Marc Valiente 90+3' Silas Gnaka | Opstelling Sint-Truiden: Lucas Pirard, Jorge Teixeira, Fabien Antunes, Damien Dussaut, Stelios Kitsiou, Dimitris Goutas, Steven De Petter, Jonathan Legear, Alexis De Sart, Yohan Boli, Samuel Asamoah Wissels Sint-Truiden: 66' Damien Dussaut Elton Acolatse 71' Fabien Antunes Casper De Norre 79' Jonathan Legear Samy Bourard     |
| | |       | | |
| Zaterdag 18 november 2017, 20:00 uur                                                                                        | KV Kortrijk | 3 - 2 | Sint-Truiden | |
| Guldensporenstadion, Kortrijk Toeschouwers: 6.887 Scheidsrechter: Nathan Verboomen Speeldag 15 Eerste Klasse A 2017-18      | Lucas Rougeaux 25' Jérémy Perbet 37' Larry Azouni 62' Lucas Rougeaux 64' Teddy Chevalier 79' Idir Ouali (own) 85' Thomas Kaminski 90+3'              |       | 36' Jonathan Legear 72' Dimitris Goutas 78' Alexis De Sart 87' Jorge Teixeira                                                                                                  | Opstelling Sint-Truiden: Lucas Pirard, Jorge Teixeira, Fabien Antunes, Dimitris Goutas, Steven De Petter, Jonathan Legear, Casper De Norre, Alexis De Sart, Yohan Boli, Elton Acolatse, Samuel Asamoah Wissels Sint-Truiden: 46' Elton Acolatse Damien Dussaut 72' Samuel Asamoah Roman Bezoes 79' Steven De Petter Babacar Guèye      |
| | |       | | |
| Zaterdag 25 november 2017, 20:00 uur                                                                                        | Sint-Truiden | 0 - 0 | KSC Lokeren | |
| Stayen, Sint-Truiden Toeschouwers: 6.517 Scheidsrechter: Nicolas Laforge Speeldag 16 Eerste Klasse A 2017-18                | Fabien Antunes 45' Dimitris Goutas 63' |       | 22' Mehdi Terki 29' Joher Rassoul 77' Mario Tičinović 79' Mehdi Terki | Opstelling Sint-Truiden: Lucas Pirard, Jorge Teixeira, Fabien Antunes, Dimitris Goutas, Steven De Petter, Jonathan Legear, Roman Bezoes, Casper De Norre, Yohan Boli, Jordan Botaka, Samuel Asamoah Wissels Sint-Truiden: 46' Casper De Norre Stelios Kitsiou 60' Jordan Botaka Babacar Guèye 74' Roman Bezoes Damien Dussaut          |
| | |       | | |
| Zaterdag 2 december 2017, 20:00 uur                                                                                         | RE Moeskroen | 1 - 1 | Sint-Truiden | |
| Le Canonnier, Moeskroen Toeschouwers: 3.509 Scheidsrechter: Jan Boterberg Speeldag 17 Eerste Klasse A 2017-18               | Dorin Rotariu 31' Nikola Gulan 32' Benjamin Van Durmen 42' Omar Govea 45'                                                                            |       | 5' Charis Charisis 37' Babacar Guèye 84' Samuel Asamoah | Opstelling Sint-Truiden: Lucas Pirard, Jorge Teixeira, Stelios Kitsiou, Dimitris Goutas, Steven De Petter, Roman Bezoes, Charis Charisis, Casper De Norre, Jordan Botaka, Samuel Asamoah, Babacar Guèye Wissels Sint-Truiden: 46' Babacar Guèye Yohan Boli 68' Jordan Botaka Jonathan Legear 81' Charis Charisis Igor Vetokele         |
| | |       | | |
| Zondag 10 december 2017, 20:00 uur                                                                                          | Sint-Truiden | 1 - 1 | SV Zulte Waregem | |
| Stayen, Sint-Truiden Toeschouwers: 3.210 Scheidsrechter: Jonathan Lardot Speeldag 18 Eerste Klasse A 2017-18                | Roman Bezoes 32' Jorge Teixeira 52' Stelios Kitsiou 68' Jorge Teixeira 77'                                                                           |       | 22' Aaron Leya Iseka 30' Sandy Walsh | Opstelling Sint-Truiden: Lucas Pirard, Jorge Teixeira, Stelios Kitsiou, Dimitris Goutas, Jonathan Legear, Roman Bezoes, Charis Charisis, Casper De Norre, Jordan Botaka, Samuel Asamoah, Babacar Guèye Wissels Sint-Truiden: 63' Babacar Guèye Yohan Boli 72' Jonathan Legear Igor Vetokele 88' Jordan Botaka Alexis De Sart           |
| | |       | | |
| Zaterdag 16 december 2017, 20:00 uur                                                                                        | KAS Eupen | 0 - 0 | Sint-Truiden | |
| Kehrwegstadion, Eupen Toeschouwers: 2.098 Scheidsrechter: Nathan Verboomen Speeldag 19 Eerste Klasse A 2017-18              | Abdelkarim Hassan 38' Luis García Fernández 61' |       | 69' Yohan Boli | Opstelling Sint-Truiden: Lucas Pirard, Fabien Antunes, Damien Dussaut, Dimitris Goutas, Steven De Petter, Charis Charisis, Casper De Norre, Alexis de Sart, Igor Vetokele, Yohan Boli, Samuel Asamoah Wissels Sint-Truiden: 63' Damien Dussaut Stelios Kitsiou 73' Yohan Boli Babacar Guèye                                            |
| | |       | | |
| Zaterdag 23 december 2017, 20:30 uur                                                                                        | Standard Luik | 1 - 1 | Sint-Truiden | |
| Maurice Dufrasnestadion, Luik Toeschouwers: 24.377 Scheidsrechter: Sébastien Delferière Speeldag 20 Eerste Klasse A 2017-18 | Luis Pedro Cavanda 23' Konstantinos Laifis 48' Sébastien Pocognoli 58' Edmilson Junior Paulo da Silva 72' Răzvan Marin 85' Christian Luyindama 90+3' |       | 39' Casper De Norre 59' Stelios Kitsiou 64' Fabien Antunes 69' Steven De Petter 90' Roman Bezoes                                                                               | Opstelling Sint-Truiden: Lucas Pirard, Jorge Teixeira, Stelios Kitsiou, Dimitris Goutas, Steven De Petter, Jonathan Legear, Charis Charisis, Casper De Norre, Alexis de Sart, Igor Vetokele, Jordan Botaka Wissels Sint-Truiden: 46' Casper De Norre Fabien Antunes 68' Jonathan Legear Samuel Asamoah 86' Alexis De Sart Roman Bezoes |
| | |       | | |
| Woensdag 27 december 2017, 20:30 uur                                                                                        | Sint-Truiden | 0 - 3 | Antwerp FC | |
| Stayen, Sint-Truiden Toeschouwers: 6.930 Scheidsrechter: Bart Vertenten Speeldag 21 Eerste Klasse A 2017-18                 | Roman Bezoes 25' Charis Charisis 68' Sascha Kotysch 76' Lucas Pirard 90+2'                                                                           |       | 29' Stallone Limbombe 31' Stallone Limbombe 38' Sambou Yatabaré 56' Aurélio Buta 57' Sambou Yatabaré 90+3' (pen.) William Owusu                                                | Opstelling Sint-Truiden: Lucas Pirard, Jorge Teixeira, Fabien Antunes, Dimitris Goutas, Steven De Petter, Roman Bezoes, Charis Charisis, Alexis De Sart, Yohan Boli, Jordan Botaka, Samuel Asamoah Wissels Sint-Truiden: 46' Alexis De Sart Igor Vetokele 65' Roman Bezoes Jonathan Legear 81' Charis Charisis Kurt Abrahams           |
| | |       | | |
| Zaterdag 20 januari 2018, 20:00 uur                                                                                         | Waasland-Beveren | 3 - 1 | Sint-Truiden | |
| Freethielstadion, Beveren Toeschouwers: 6.021 Scheidsrechter: Wim Smet Speeldag 22 Eerste Klasse A 2017-18                  | Aleksandar Boljević 15' Isaac Thelin (pen.) 59' Rudy Camacho 73'                                                                                     |       | 12' (own) Dimitris Goutas 16' Igor Vetokele | Opstelling Sint-Truiden: Lucas Pirard, Jorge Teixeira, Stelios Kitsiou, Dimitris Goutas, Samy Bourard, Steven De Petter, Jonathan Legear, Casper De Norre, Alexis De Sart, Igor Vetokele, Yohan Boli Wissels Sint-Truiden: 46' Samy Bourard Jordan Botaka 80' Yohan Boli Roman Bezoes 80' Jonathan Legear Kurt Abrahams                |
| | |       | | |
| Dinsdag 23 januari 2018, 20:30 uur                                                                                          | Sint-Truiden | 2 - 0 | KV Mechelen | |
| Stayen, Sint-Truiden Toeschouwers: 4.246 Scheidsrechter: Wesley Alen Speeldag 23 Eerste Klasse A 2017-18                    | Jorge Teixeira 16' Damien Dussaut 57' Damien Dussaut 59'                                                                                             |       | 20' Yacouba Sylla 47' Jules Van Cleemput 56' Ahmed El Messaoudi 88' Fatos Bećiraj                                                                                              | Opstelling Sint-Truiden: Kenny Steppe, Sascha Kotysch, Jorge Teixeira, Damien Dussaut, Stelios Kitsiou, Steven De Petter, Roman Bezoes, Casper De Norre, Igor Vetokele, Jordan Botaka, Samuel Asamoah Wissels Sint-Truiden: 79' Jordan Botaka Yohan Boli 89' Igor Vetokele Fabien Antunes 90+2' Roman Bezoes Alexis De Sart            |
| | |       | | |
| Zaterdag 27 januari 2018, 20:30 uur                                                                                         | KRC Genk | 1 - 1 | Sint-Truiden | |
| Luminus Arena, Genk Toeschouwers: 17.625 Scheidsrechter: Alexandre Boucaut Speeldag 24 Eerste Klasse A 2017-18              | Roeslan Malinovski 62' Roeslan Malinovski 74' |       | 12' Samuel Asamoah 33' Jordan Botaka 79' Yohan Boli 88' Yohan Boli 90' Alexis De Sart                                                                                          | Opstelling Sint-Truiden: Kenny Steppe, Sascha Kotysch, Jorge Teixeira, Damien Dussaut, Stelios Kitsiou, Steven De Petter, Roman Bezoes, Casper De Norre, Igor Vetokele, Jordan Botaka, Samuel Asamoah Wissels Sint-Truiden: 46' Jordan Botaka Jonathan Legear 69' Roman Bezoes Alexis De Sart 69' Igor Vetokele Yohan Boli             |
| | |       | | |
| Zaterdag 3 februari 2018, 20:00 uur                                                                                         | Sint-Truiden | 0 - 2 | KV Kortrijk | |
| Stayen, Sint-Truiden Toeschouwers: 5.119 Scheidsrechter: Erik Lambrechts Speeldag 25 Eerste Klasse A 2017-18                | Jorge Teixeira 26' Stelios Kitsiou 90+3' |       | 22' Jérémy Perbet 58' Hannes Van der Bruggen 60' Jérémy Perbet 90' Bryan Verboom                                                                                               | Opstelling Sint-Truiden: Kenny Steppe, Sascha Kotysch, Jorge Teixeira, Damien Dussaut, Stelios Kitsiou, Steven De Petter, Roman Bezoes, Casper De Norre, Igor Vetokele, Jordan Botaka, Samuel Asamoah Wissels Sint-Truiden: 46' Damien Dussaut Jonathan Legear 67' Jordan Botaka Yohan Boli 75' Igor Vetokele Chuba Akpom              |
| | |       | | |
| Zaterdag februari 2018, 20:30 uur                                                                                           | AA Gent | 3 - 0 | Sint-Truiden | |
| Ghelamco Arena, Gent Toeschouwers: 19.595 Scheidsrechter: Christof Dierick Speeldag 26 Eerste Klasse A 2017-18              | Yuya Kubo 11' Franko Andrijašević 38' Brecht Dejaeghere 54' Roman Jaremtsjoek 56' Birger Verstraete 60' Rangelo Janga 65'                            |       | 11' Stelios Kitsiou 13' Casper De Norre 50' Stelios Kitsiou | Opstelling Sint-Truiden: Kenny Steppe, Sascha Kotysch, Jorge Teixeira, Stelios Kitsiou, Steven De Petter, Jonathan Legear, Casper De Norre, Alexis De Sart, Igor Vetokele, Chuba Akpom, Jordan Botaka Wissels Sint-Truiden: 57' Igor Vetokele Damien Dussaut 78' Chuba Akpom Kurt Abrahams 78' Jonathan Legear Elton Acolatse          |
| | |       | | |
| Vrijdag 16 februari 2018, 20:30 uur                                                                                         | Sint-Truiden | 1 - 0 | RSC Anderlecht | |
| Stayen, Sint-Truiden Toeschouwers: 10.433 Scheidsrechter: Nathan Verboomen Speeldag 27 Eerste Klasse A 2017-18              | Damien Dussaut 39' Chuba Akpom 42' Steven De Petter 81' Casper De Norre 90+3'                                                                        |       | 35' Łukasz Teodorczyk 45' Dennis Appiah 45+3' Josué Sá 47' Uroš Spajić | Opstelling Sint-Truiden: Kenny Steppe, Sascha Kotysch, Jorge Teixeira, Damien Dussaut, Dimitris Goutas, Steven De Petter, Jonathan Legear, Casper De Norre, Alexis De Sart, Chuba Akpom, Samuel Asamoah Wissels Sint-Truiden: 76' Alexis De Sart Igor Vetokele 80' Chuba Akpom Yohan Boli 83' Jonathan Legear Jordan Botaka            |
| | |       | | |
| Zaterdag 24 februari 2018, 20:00 uur                                                                                        | KV Oostende | 2 - 0 | Sint-Truiden | |
| Versluys Arena, Oostende Toeschouwers: 4.560 Scheidsrechter: Wesley Alen Speeldag 28 Eerste Klasse A 2017-18                | Aleksandar Bjelica 9' Aleksandar Bjelica 36' Žarko Tomašević 41' Aristote Nkaka 78' Aristote Nkaka 89'                                               |       | 49' Chuba Akpom 79' Fabien Antunes | Opstelling Sint-Truiden: Kenny Steppe, Sascha Kotysch, Fabien Antunes, Stelios Kitsiou, Dimitris Goutas, Steven De Petter, Jonathan Legear, Casper De Norre, Alexis De Sart, Chuba Akpom, Samuel Asamoah Wissels Sint-Truiden: 46' Stelios Kitsiou Jordan Botaka 73' Steven De Petter Igor Vetokele 85' Jonathan Legear Yohan Boli     |
| | |       | | |
| Zaterdag 3 maart 2018, 20:00 uur                                                                                            | Sporting Charleroi | 0 - 0 | Sint-Truiden | |
| Stade du Pays de Charleroi, Charleroi Toeschouwers: 9.879 Scheidsrechter: Jan Boterberg Speeldag 29 Eerste Klasse A 2017-18 | Amara Baby 72' Stergos Marinos 83' |       | 77' Casper De Norre 90+2' Damien Dussaut | Opstelling Sint-Truiden: Kenny Steppe, Sascha Kotysch, Jorge Teixeira, Damien Dussaut, Stelios Kitsiou, Steven De Petter, Casper De Norre, Alexis De Sart, Igor Vetokele, Chuba Akpom, Jordan Botaka Wissels Sint-Truiden: 69' Igor Vetokele Babacar Guèye 75' Jordan Botaka Roman Bezoes 80' Chuba Akpom Yohan Boli                   |
| | |       | | |
| Zondag 11 maart 2018, 14:30 uur                                                                                             | Sint-Truiden | 0 - 1 | Club Brugge | |
| Stayen, Sint-Truiden Toeschouwers: 10.037 Scheidsrechter: Erik Lambrechts Speeldag 30 Eerste Klasse A 2017-18               | Stelios Kitsiou 53' Jorge Teixeira 80' Sascha Kotysch 82'                                                                                            |       | 55' Anthony Limbombe 69' Ruud Vormer 76' Alexander Scholz 84' Matej Mitrović 85' Lior Refaelov                                                                                 | Opstelling Sint-Truiden: Kenny Steppe, Sascha Kotysch, Jorge Teixeira, Damien Dussaut, Stelios Kitsiou, Steven De Petter, Roman Bezoes, Alexis De Sart, Igor Vetokele, Chuba Akpom, Samuel Asamoah Wissels Sint-Truiden: 73' Damien Dussaut Jordan Botaka 73' Igor Vetokele Yohan Boli 90+1' Steven De Petter Dimitris Goutas          |

#### Resultaten per speeldag
| Speeldag  | 1 | 2 | 3 | 4 | 5  | 6  | 7  | 8  | 9  | 10 | 11 | 12 | 13 | 14 | 15 | 16 | 17 | 18 | 19 | 20 | 21 | 22 | 23 | 24 | 25 | 26 | 27 | 28 | 29 | 30 |
| --------- | - | - | - | - | -- | -- | -- | -- | -- | -- | -- | -- | -- | -- | -- | -- | -- | -- | -- | -- | -- | -- | -- | -- | -- | -- | -- | -- | -- | -- |
| Resultaat | w | v | w | w | w  | g  | w  | v  | v  | g  | w  | w  | v  | g  | v  | g  | g  | g  | g  | g  | v  | v  | w  | g  | v  | v  | w  | v  | g  | v  |
| Punten    | 3 | 3 | 6 | 9 | 12 | 13 | 16 | 16 | 16 | 17 | 20 | 23 | 23 | 24 | 24 | 25 | 26 | 27 | 28 | 29 | 29 | 29 | 32 | 33 | 33 | 33 | 36 | 36 | 37 | 37 |
| Positie   | 3 | 8 | 6 | 5 | 3  | 4  | 3  | 5  | 5  | 6  | 3  | 2  | 4  | 4  | 4  | 4  | 4  | 6  | 6  | 6  | 6  | 7  | 6  | 6  | 10 | 10 | 8  | 9  | 9  | 10 |

#### Eindstand
| Pl. | Club               | Gesp. | W  | G  | V  | GV | GT | Ptn. | Kwalificatie of degradatie      |
| --- | ------------------ | ----- | -- | -- | -- | -- | -- | ---- | ------------------------------- |
| 1   | Club Brugge        | 30    | 20 | 7  | 3  | 68 | 33 | 67   | Play-off I                      |
| 2   | RSC Anderlecht     | 30    | 16 | 7  | 7  | 49 | 42 | 55   | Play-off I                      |
| 3   | Sporting Charleroi | 30    | 13 | 12 | 5  | 46 | 30 | 51   | Play-off I                      |
| 4   | AA Gent            | 30    | 14 | 8  | 8  | 45 | 27 | 50   | Play-off I                      |
| 5   | KRC Genk           | 30    | 11 | 11 | 8  | 44 | 36 | 44   | Play-off I                      |
| 6   | Standard Luik      | 30    | 11 | 11 | 8  | 43 | 41 | 44   | Play-off I                      |
| 7   | KV Kortrijk        | 30    | 12 | 6  | 12 | 42 | 39 | 42   | Play-off II                     |
| 8   | Antwerp FC         | 30    | 10 | 11 | 9  | 38 | 40 | 41   | Play-off II                     |
| 9   | SV Zulte Waregem   | 30    | 11 | 4  | 15 | 47 | 52 | 37   | Play-off II                     |
| 10  | Sint-Truiden       | 30    | 9  | 10 | 11 | 29 | 41 | 37   | Play-off II                     |
| 11  | KV Oostende        | 30    | 10 | 6  | 14 | 42 | 41 | 36   | Play-off II                     |
| 12  | Waasland-Beveren   | 30    | 9  | 8  | 13 | 50 | 51 | 35   | Play-off II                     |
| 13  | KSC Lokeren        | 30    | 8  | 7  | 15 | 33 | 49 | 31   | Play-off II                     |
| 14  | RE Moeskroen       | 30    | 8  | 6  | 16 | 40 | 59 | 30   | Play-off II                     |
| 15  | KAS Eupen          | 30    | 6  | 9  | 15 | 40 | 57 | 27   | Play-off II                     |
| 16  | KV Mechelen        | 30    | 6  | 9  | 15 | 31 | 49 | 27   | Degradatie naar Eerste Klasse B |

### Play-off II

#### Wedstrijden
| | |       | | |
| Zaterdag 31 maart 2018, 20:00 uur                                                                       | KSC Lokeren | 1 - 0 | Sint-Truiden | |
| Daknamstadion, Lokeren Toeschouwers: 3.462 Scheidsrechter: Bert Put Speeldag 1 Play-off II              | José Cevallos Enríquez 32' Mijat Marić (pen.) 38' Steve De Ridder 42' Tracy Mpati 58' Tom De Sutter 67'                                              |       | 4' Stelios Kitsiou | Opstelling Sint-Truiden: Kenny Steppe, Sascha Kotysch, Jorge Teixeira, Damien Dussaut, Stelios Kitsiou, Steven De Petter, Jonathan Legear, Casper De Norre, Alexis De Sart, Chuba Akpom, Babacar Guèye Wissels Sint-Truiden: 61' Babacar Guèye Igor Vetokele 61' Damien Dussaut Jordan Botaka 75' Jonathan Legear Roman Bezoes       |
| | |       | | |
| Zaterdag 7 april 2018, 20:00 uur                                                                        | Sint-Truiden | 4 - 0 | Antwerp FC | |
| Stayen, Sint-Truiden Toeschouwers: 4.389 Scheidsrechter: Wim Smet Speeldag 2 Play-off II                | Samuel Asamoah 27' Jordan Botaka 64' Samuel Asamoah 71' Jordan Botaka 87'                                                                            |       | 29' Tino-Sven Sušić | Opstelling Sint-Truiden: Kenny Steppe, Sascha Kotysch, Stelios Kitsiou, Dimitris Goutas, Steven De Petter, Roman Bezoes, Casper De Norre, Igor Vetokele, Chuba Akpom, Jordan Botaka, Samuel Asamoah Wissels Sint-Truiden: 72' Igor Vetokele Elton Acolatse 75' Roman Bezoes Alexis De Sart 81' Chuba Akpom Babacar Guèye             |
| | |       | | |
| Zondag 15 april 2018, 20:00 uur                                                                         | KV Oostende | 2 - 2 | Sint-Truiden | |
| Versluys Arena, Oostende Toeschouwers: 3.675 Scheidsrechter: Christof Dierick Speeldag 3 Play-off II    | Richairo Živković 29' Fernando Canesin Matos 37' Richairo Živković 41' Aleksandar Bjelica 51'                                                        |       | 48' Steven De Petter 65' Alexis De Sart 85' Jordan Botaka                                                                  | Opstelling Sint-Truiden: Kenny Steppe, Sascha Kotysch, Jorge Teixeira, Stelios Kitsiou, Steven De Petter, Roman Bezoes, Casper De Norre, Igor Vetokele, Chuba Akpom, Jordan Botaka, Samuel Asamoah Wissels Sint-Truiden: 58' Samuel Asamoah Alexis De Sart 58' Igor Vetokele Elton Acolatse 87' Jordan Botaka Samy Bourard           |
| | |       | | |
| Woensdag 18 april 2018, 20:30 uur                                                                       | Beerschot Wilrijk | 1 - 3 | Sint-Truiden | |
| Olympisch Stadion, Antwerpen Toeschouwers: 3.025 Scheidsrechter: Nicolas Laforge Speeldag 4 Play-off II | Tom Van Hyfte 21' Alexander Maes 47' Arjan Swinkels 80' Kule Mbombo 85' Tom Van Hyfte 86'                                                            |       | 22' Roman Bezoes 45' Jorge Teixeira 52' (pen.) Chuba Akpom 90+1' Babacar Guèye 90+2' Stelios Kitsiou                       | Opstelling Sint-Truiden: Kenny Steppe, Sascha Kotysch, Jorge Teixeira, Stelios Kitsiou, Steven De Petter, Roman Bezoes, Casper De Norre, Alexis De Sart, Chuba Akpom, Jordan Botaka, Elton Acolatse Wissels Sint-Truiden: 66' Elton Acolatse Samy Bourard 72' Chuba Akpom Babacar Guèye 79' Jordan Botaka Damien Dussaut             |
| | |       | | |
| Zaterdag 21 april 2018, 20:00 uur                                                                       | Sint-Truiden | 2 - 3 | KAS Eupen | |
| Stayen, Sint-Truiden Toeschouwers: 3.388 Scheidsrechter: Jan Boterberg Speeldag 5 Play-off II           | Steven De Petter 24' Alexis De Sart 50' Casper De Norre (own) 68' Jorge Teixeira 72' Stelios Kitsiou 90+3' Steven De Petter 90+5' Kenny Steppe 90+6' |       | 10' Siebe Blondelle 13' Eric Ocansey 54' Yuta Toyokawa 70' Silas Gnaka 72' Rémi Mulumba                                    | Opstelling Sint-Truiden: Kenny Steppe, Sascha Kotysch, Jorge Teixeira, Stelios Kitsiou, Steven De Petter, Roman Bezoes, Casper De Norre, Alexis De Sart, Chuba Akpom, Jordan Botaka, Elton Acolatse Wissels Sint-Truiden: 61' Elton Acolatse Jonathan Legear 73' Jordan Botaka Igor Vetokele 78' Casper De Norre Babacar Guèye       |
| | |       | | |
| Zaterdag 28 april 2018, 20:30 uur                                                                       | Sint-Truiden | 4 - 1 | KV Oostende | |
| Stayen, Sint-Truiden Toeschouwers: 3.915 Scheidsrechter: Wesley Alen Speeldag 6 Play-off II             | Elton Acolatse 27' Steven De Petter 31' Roman Bezoes 62' Damien Dussaut 67' Sascha Kotysch 87' Chuba Akpom 90' Roman Bezoes 90+2'                    |       | 25' Aristote Nkaka 32' (pen.) Richairo Živković 37' Richairo Živković 61' Aristote Nkaka 69' Rocky Bushiri 85' Hasan Özkan | Opstelling Sint-Truiden: Lucas Pirard, Sascha Kotysch, Jorge Teixeira, Damien Dussaut, Steven De Petter, Roman Bezoes, Charis Charisis, Alexis De Sart, Jordan Botaka, Elton Acolatse, Babacar Guèye Wissels Sint-Truiden: 59' Babacar Guèye Chuba Akpom 71' Elton Acolatse Samuel Asamoah 82' Charis Charisis Jonathan Legear       |
| | |       | | |
| Zaterdag 5 mei 2018, 20:00 uur                                                                          | KAS Eupen | 3 - 1 | Sint-Truiden | |
| Kehrwegstadion, Eupen Toeschouwers: 1.914 Scheidsrechter: Bert Put Speeldag 7 Play-off II               | Yuta Toyokawa 16' Diawandou Diagné 38' Mamadou Koné 41' Florian Raspentino 60'                                                                       |       | 80' Chuba Akpom 82' Samuel Asamoah                                                                                         | Opstelling Sint-Truiden: Lucas Pirard, Jorge Teixeira, Damien Dussaut, Dimitris Goutas, Roman Bezoes, Casper De Norre, Alexis De Sart, Igor Vetokele, Jordan Botaka, Elton Acolatse, Samuel Asamoah Wissels Sint-Truiden: 58' Igor Vetokele Charis Charisis 58' Samuel Asamoah Chuba Akpom 78' Alexis De Sart Babacar Guèye          |
| | |       | | |
| Woensdag 9 mei 2018, 20:30 uur                                                                          | Sint-Truiden | 3 - 2 | Beerschot Wilrijk | |
| Stayen, Sint-Truiden Toeschouwers: 3.703 Scheidsrechter: Lothar D'Hondt Speeldag 8 Play-off II          | Jonathan Legear 20' Stelios Kitsiou 47' Steven De Petter 51' Jonathan Legear 59' Alexis De Sart 67' Jorge Teixeira 83' Charis Charisis 90'           |       | 34' Tom Van Hyfte 64' Youssef Boulaouali 71' Emil Abaz 78' Joren Dom                                                       | Opstelling Sint-Truiden: Lucas Pirard, Jorge Teixeira, Stelios Kitsiou, Dimitris Goutas, Steven De Petter, Jonathan Legear, Roman Bezoes, Charis Charisis, Alexis De Sart, Chuba Akpom, Samuel Asamoah Wissels Sint-Truiden: 63' Jonathan Legear Elton Acolatse 76' Chuba Akpom Yohan Boli 80' Roman Bezoes Casper De Norre          |
| | |       | | |
| Zaterdag 12 mei 2018, 20:00 uur                                                                         | Antwerp FC | 1 - 2 | Sint-Truiden | |
| Bosuilstadion, Antwerpen Toeschouwers: 16.649 Scheidsrechter: Christof Dierick Speeldag 9 Play-off II   | Geoffry Hairemans 41' Reda Jaadi 50' Matheus Borges 54' Laurent Mendy 64' Ritchie De Laet 83'                                                        |       | 26' Jonathan Legear 33' Chuba Akpom 86' Stelios Kitsiou 87' Damien Dussaut                                                 | Opstelling Sint-Truiden: Lucas Pirard, Stelios Kitsiou, Dimitris Goutas, Steven De Petter, Jonathan Legear, Roman Bezoes, Charis Charisis, Casper De Norre, Alexis De Sart, Chuba Akpom, Jordan Botaka Wissels Sint-Truiden: 68' Jonathan Legear Elton Acolatse 84' Jordan Botaka Damien Dussaut 90+3' Chuba Akpom Takehiro Tomiyasu |
| | |       | | |
| Zaterdag 19 mei 2018, 20:00 uur                                                                         | Sint-Truiden | 1 - 1 | KSC Lokeren | |
| Stayen, Sint-Truiden Toeschouwers: 4.600 Scheidsrechter: Nathan Verboomen Speeldag 10 Play-off II       | Roman Bezoes 29' Steven De Petter 36' |       | 33' José Francisco Cevallos 90+1' Jakov Filipović                                                                          | Opstelling Sint-Truiden: Lucas Pirard, Jorge Teixeira, Stelios Kitsiou, Dimitris Goutas, Samy Bourard, Steven De Petter, Roman Bezoes, Charis Charisis, Casper De Norre, Chuba Akpom, Samuel Asamoah Wissels Sint-Truiden: 55' Samy Bourard Yohan Boli 55' Steven De Petter Jordan Botaka 77' Roman Bezoes Igor Vetokele             |

#### Resultaten per speeldag
| Speeldag  | 1 | 2 | 3 | 4 | 5 | 6  | 7  | 8  | 9  | 10 |
| --------- | - | - | - | - | - | -- | -- | -- | -- | -- |
| Resultaat | v | w | g | w | v | w  | v  | w  | w  | g  |
| Punten    | 0 | 3 | 4 | 7 | 7 | 10 | 10 | 13 | 16 | 17 |
| Positie   | 6 | 2 | 2 | 2 | 2 | 2  | 3  | 3  | 2  | 2  |

#### Eindstand
| Pl. | Club              | Gesp. | W | G | V | GV | GT | Ptn. | Kwalificatie of degradatie |
| --- | ----------------- | ----- | - | - | - | -- | -- | ---- | -------------------------- |
| 1   | KSC Lokeren       | 10    | 6 | 3 | 1 | 21 | 11 | 21   | Finale play-off II         |
| 2   | Sint-Truiden      | 10    | 5 | 2 | 3 | 22 | 15 | 17   |                            |
| 3   | Antwerp FC        | 10    | 4 | 4 | 2 | 13 | 16 | 14   |                            |
| 4   | KV Oostende       | 10    | 3 | 5 | 2 | 21 | 18 | 14   |                            |
| 5   | KAS Eupen         | 10    | 2 | 2 | 6 | 11 | 21 | 8    |                            |
| 6   | Beerschot Wilrijk | 10    | 1 | 4 | 5 | 14 | 21 | 7    |                            |

## Beker van België
| |                                                                                                |                       | | |
| Dinsdag 19 september 2017, 20:30 uur                                                                                   | Sint-Truiden                                                                                   | 4 - 2 na verlengingen | Oud-Heverlee Leuven | |
| Stayen, Sint-Truiden Toeschouwers: 1.000 Scheidsrechter: Erik Lambrechts 1/16de finales Beker van België 2017-18       | Jordan Botaka 4' Sascha Kotysch 51' Dimitris Goutas 104' Igor Vetokele 107' Igor Vetokele 112' |                       | 34' Benjamin Boulenger 37' Elliott Moore 52' Koen Persoons 56' Koen Persoons 59' Kenneth Schuermans 65' Kenneth Schuermans 87' Benjamin Boulenger 105+2' Nikola Storm 115' Mathieu Maertens | Opstelling Sint-Truiden: Kenny Steppe, Alexis De Sart, Steven De Petter, Roman Bezoes, Jordan Botaka, Yohan Boli, Samuel Asamoah, Fabien Antunes, Damien Dussaut, Sascha Kotysch, Dimitris Goutas Wissels Sint-Truiden: 69' Samuel Asamoah Charis Charisis 72' Jordan Botaka Igor Vetokele 83' Fabien Antunes Casper De Norre |
| |                                                                                                |                       | | |
| Dinsdag 28 november 2017, 20:00 uur                                                                                    | KV Oostende                                                                                    | 2 - 0                 | Sint-Truiden | |
| Versluys Arena, Oostende Toeschouwers: 2.374 Scheidsrechter: Alexandre Boucaut 1/8ste finales Beker van België 2017-18 | Zinho Gano 2' Richairo Živković 10' Aleksandar Bjelica 72' Nicolas Lombaerts 79'               |                       | 59' Roman Bezoes | Opstelling Sint-Truiden: Kenny Steppe, Fabien Antunes, Stelios Kitsiou, Sergio Ayala, Dimitris Goutas, Steven De Petter, Roman Bezoes, Charis Charisis, Alexis De Sart, Yohan Boli, Kurt Abrahams Wissels Sint-Truiden: 57' Kurt Abrahams Babacar Guèye 80' Steven De Petter Jordan Botaka 88' Fabien Antunes Damien Dussaut  |